# Cochlicopa lubrica
Cochlicopa lubrica е вид коремоного от семейство Cochlicopidae.

## Разпространение
Видът е разпространен в Чехия, Холандия, Полша, Словакия, Украйна, Испания, Великобритания, Ирландия и Унгария.